# Adelaide Johnsonová
Adelaide Johnsonová (nepřechýleně Adelaide Johnson, 26. září 1859 Plymouth – 10. listopadu 1955 Washington, D.C.) byla americká sochařka, sufražetka a feministka, která byla oddaná boji za práva žen. Její dílo je vystavené v Kapitolu USA. Byla známá jako „sochařka ženského hnutí”.

## Životopis

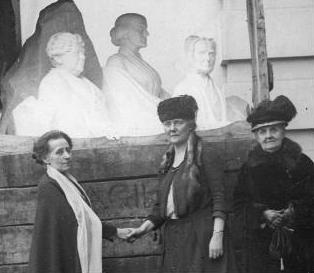
Johnsonová (vlevo) na odhalení pomníku Portrait Monument to Lucretia Mott, Elizabeth Cady Stanton, and Susan B. Anthony v roce 1921

Narodila se jako Sarah Adeline Johnsonová do farmářské rodiny skromných poměrů v Plymouthu v Illinois. Navštěvovala vesnickou školu, později navštěvovala uměleckou školu St. Louis School of Design. V roce 1878 si změnila jméno ze Sarah Adeline na Adeline, což jí připadalo dramatičtější. Přestěhovala se do Chicaga a živila se uměním. V lednu 1882, když spěchala do svého ateliéru, uklouzla a spadla do nechráněné 6 metrů hluboké výtahové šachty. Těžce zraněná se soudila o odškodnění a byla jí přiznána částka 15 000 dolarů. Úraz a přiznaná suma jí přinesly finanční svobodu a možnost odcestovat do Evropy a studovat malířství a sochařství, což by pro ni před nehodou nebylo možné. Využila příležitosti ke studiu v Drážďanech a Římě, kde studovala u Giulia Monteverdeho. V Římě měla ateliér až do roku 1920.

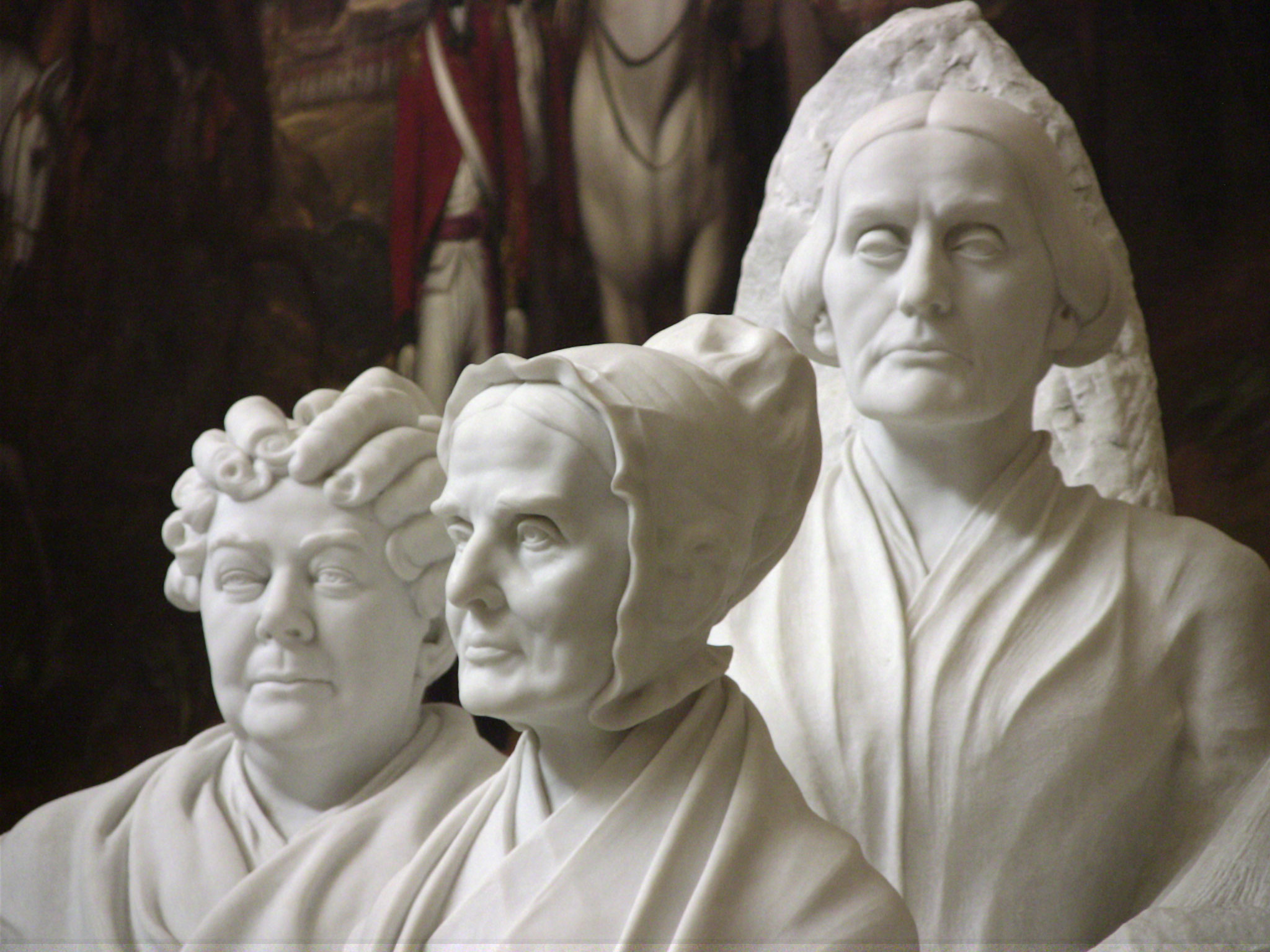
Pomník Portrait Monument, detail

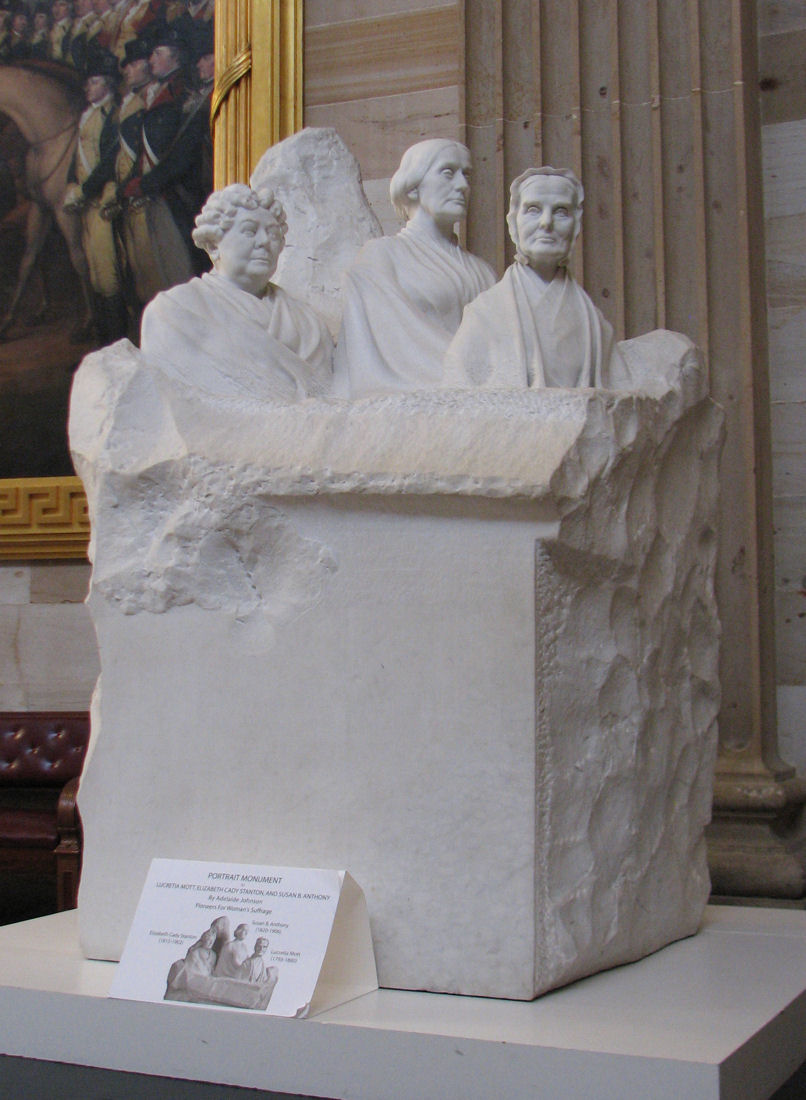
Pomník Portrait Monument od Adelaide Johnsonové v kryptě Kapitolu Spojených států zobrazující Susan B. Anthonyovou, Elizabeth Cady Stantonovou a Lucretii Mottovou

Johnsonová vystavovala své dílo The Portrait Monument a bustu Caroline B. Winslow v Ženské budově na Světové kolumbijské výstavě v Chicagu v roce 1893. Vrcholem její profesní kariéry bylo dokončení pomníku ve Washingtonu D. C. na počest hnutí za volební právo žen. Sufražetka a prominentka Alva Belmont, pomohla zajistit financování díla Portrait Monument to Lucretia Mott, Elizabeth Cady Stanton, and Susan B. Anthony, které bylo odhaleno v roce 1921. Toto dílo bylo původně vystaveno v kryptě Kapitolu USA, ale v roce 1997 bylo přemístěno na současné místo a vystaveno na viditelnějším místě v rotundě.
V roce 1896 se provdala za Fredericka Jenkinse, britského podnikatele, který byl stejně jako Adelaide vegetarián a také byl o jedenáct let mladší než ona. Přijal její příjmení Johnson jako „poctu, kterou láska vzdává géniovi”. Oddávala je farářka a za družičky jí šly busty Susan B. Anthonyová a Elizabeth Cady Stantonová, které sama vytvořila. Manželství skončilo po dvanácti letech.
Po roce 1930 její kariéra upadala a trápily ji finanční problémy. Spoléhala se na finanční podporu druhých a často nebyla ochotna prodávat své sochy, protože měla pocit, že nabízené ceny neodpovídají jejímu dílu. Tváří v tvář vystěhování kvůli neplacení daní, pozvala v roce 1939 tisk, aby se stal svědkem jejího mrzačení vlastních soch na protest proti jejím poměrům, a proti neuskutečnění jejího snu o ateliéru-muzeu, připomínajícím sufražetky a další bojovnice za práva žen. V roce 1947 se přestěhovala k přátelům a vystupovala v televizních kvízových pořadech, kde se snažila získat peníze na odkoupení svého domu. Její vznětlivá povaha ji vedla k tomu, že po celý život lhala o svém věku. Své sté narozeniny oslavila ve věku 88 let, protože si uvědomila, že to dělá dobrou reklamu. Po její smrti se uvádělo, že jí je 108 let, ačkoli jí bylo „jen” 96 let. Je pohřbena ve Washingtonu na Kongresovém hřbitově.

## Osobní život
Adelaide Johnsonová se v mládí stala vegetariánkou, protože věřila, že je morálně špatné vzít život jakémukoli živému tvorovi. V roce 1893 vystoupila na třetím mezinárodním vegetariánském kongresu v Chicagu.
Nehlásila se k žádnému konkrétnímu náboženství, ale zajímala se o křesťanskou vědu, spiritismus a teosofii. Byla členkou Národní asociace spiritualistických církví. Její neteř Alathena Johnson Smith se stala známou dětskou psycholožkou.